# Leszek Ulandowski
Leszek Ulandowski (ur. 4 października 1949 w Lubostroniu) – generał Wojska Polskiego, oficer Nadwiślańskich Jednostek Wojskowych i Biura Ochrony Rządu.

## Życiorys
Leszek Ulandowski urodził się 4 października 1949 r. w Lubostroniu (woj. kujawsko-pomorskie), gdzie spędził dzieciństwo i ukończył szkołę podstawową. W 1963 rozpoczął naukę w IV Liceum Ogólnokształcącym w Bydgoszczy, które ukończył w 1967 r.. Służbę wojskową rozpoczął w 1967 r. jako słuchacz podchorąży w Wyższej Szkole Oficerskiej Wojsk Zmechanizowanych im. T. Kościuszki we Wrocławiu, którą ukończył w 1971 r. w stopniu podporucznika. Po ukończeniu uczelni rozpoczął zawodową służbę wojskową w Nadwiślańskich Jednostkach Wojskowych MSW w Warszawie, którą pełnił na różnych stanowiskach do 1999 r. Od 1971 do 1979 r. był kolejno dowódcą plutonu, dowódcą kompanii i szefem szkolenia batalionu w 1 Warszawskiej Brygady Zmotoryzowanej im. Czwartaków AL. W latach 1980–1983 studiował w Akademii Sztabu Generalnego w Rembertowie. Po ukończeniu studiów w 1985 r. został wyznaczony na stanowisko oficera operacyjnego w Oddziale Operacyjnym Dowództwa Nadwiślańskich Jednostek Wojskowych, a od 1986 r. został zastępcą dowódcy ds. liniowych 1 Warszawskiej Brygady Zmotoryzowanej im. Czwartaków AL.
W latach 1993–1994 był dowódcą 1 Warszawskiej Brygady Zmotoryzowanej im. Czwartaków AL W tym czasie był równocześnie słuchaczem Podyplomowego Studium Operacyjno-Strategicznego w Akademii Obrony Narodowej w Rembertowie. Po jego ukończeniu pełnił służbę w Dowództwie Nadwiślańskich Jednostek Wojskowych MSWiA na stanowiskach służbowych w kolejności: Zastępca Szefa Szkolenia, Szef Szkolenia. W latach 1997–1999 był Szefem Sztabu – Zastępcą Dowódcy NJW MSWiA. 15.08.1998 r. został awansowany do stopnia generała brygady. W czasie służby w Nadwiślańskich Jednostkach Wojskowych MSW w Warszawie dwukrotnie wykonywał obowiązki poza granicami kraju jako ekspert ds. ochrony i bezpieczeństwa Konsulatu Generalnego RP w Paryżu (1978–1979) i Ambasady RP w Kolonii (1990). Od grudnia 1999 r. do lutego 2003 r. był Szefem Sztabu Biura Ochrony Rządu, po czym został przeniesiony w stan spoczynku. W latach 2003–2004 pełnił obowiązki Pełnomocnika Ministra Spraw Wewnętrznych i Administracji ds. związków zawodowych. Od roku 2006 jest członkiem Klubu Generałów WP.
Odznaczenia:
- Krzyż Kawalerski Orderu Odrodzenia Polski – 1995 r.
- Złoty Krzyż Zasługi – 1989 r.
- Złoty Medal „Za zasługi dla obronności kraju” – 1996 r.
- Złoty Medal „Siły Zbrojne w Służbie Ojczyzny” – 1999 r.[1]